# Christian August Wichmann
Christian August Wichmann (* 1. November 1735 in Leisnig; † 14. September 1807 in Leipzig) war ein deutscher Schriftsteller und Übersetzer.

## Leben
Er war der Sohn des Lic. Christian Gottlieb Wichmann und besuchte bis 1753 die Fürstenschule Grimma. 1761 wurde er in Leipzig Magister und lebte dann als Privatgelehrter, Schriftsteller und Übersetzer in Leipzig, wo er u. a. Mitglied der Ökonomischen Gesellschaft wurde. Beispielsweise schrieb er ein Werk über berühmte Frauen und übersetzte einige satirische Schriften des Abbé Cover.

## Schriften (Auswahl)
- Geschichte berühmter Frauenzimmer. Nach alphabetischer Ordnung aus alten und neuen in- und ausländischen Geschicht-Sammlungen und Wörterbüchern zusammen getragen. Band 1–3, Leipzig 1772–1775 (mehr nicht erschienen; Digitalisat).
- Ueber die natürlichsten Mittel, dem Landmanne die Stallfütterung zu erleichtern. Ein Non-Accessit über eine Preisfrage der Leipziger Oekonomischen Societät. Leipzig 1784.